# Liste der Nummer-eins-Hits in Mexiko (2008)
| Singles | Alben |
| --- | --- |
| - Nigga – Te quiero - 14 Wochen (4. November 2007 – 9. Februar 2008) - Juanes – Me enamora - 1 Woche (10. Februar – 16. Februar) - Rihanna – Don’t Stop the Music - 2 Wochen (17. Februar – 1. März) - Belanova – Cada que... - 8 Wochen (2. März – 26. April) - Juanes – Gotas de agua dulce - 6 Wochen (27. April – 7. Juni) - Maná – Si no te hubieras ido - 1 Woche (8. Juni – 14. Juni) - Julieta Venegas – El presente - 12 Wochen (15. Juni – 6. September) - Belanova – One, Two, Three, Go! (1, 2, 3, Go!) - 4 Wochen (7. September – 4. Oktober) - Ha*Ash – No te quiero nada - 7 Wochen (5. Oktober – 30. November) - Luis Fonsi – No me doy por vencido - 12 Wochen (1. Dezember 2008 – 20. Februar 2009) | - Alejandro Fernández – 15 años de éxitos - 3 Wochen (52/2007 – 02/2008, insgesamt 4 Wochen) - Heroes Del Silencio – Tour 2007 - 2 Wochen (03/2008 – 04/2008) - Vicente Fernández – Para siempre - 13 Wochen (05/2008 – 17/2008, insgesamt 14 Wochen) - Luis Miguel – Cómplices - 6 Wochen (18/2008 – 23/2008) - Vicente Fernández – Para siempre - 1 Woche (24/2008, insgesamt 14 Wochen) - Julieta Venegas – MTV Unplugged - 10 Wochen (25/2008 – 34/2008) - Jonas Brothers – A Little Bit Longer - 2 Wochen (35/2008 – 36/2008) - Metallica – Death Magnetic - 5 Wochen (37/2008 – 41/2008) - Bunbury – Hellville de luxe - 2 Wochen (42/2008 – 43/2008) - High School Musical 3: Senior Year (Soundtrack) - 2 Wochen (44/2008 – 45/2008) - Alejandro Fernández – De noche: Clásicos a mi manera - 1 Woche (46/2008, insgesamt 9 Wochen) - Ricardo Arjona – 5to piso - 1 Woche (47/2008) - Alejandro Fernández – De noche: Clásicos a mi manera - 7 Wochen (48/2008 – 2/2008, insgesamt 9 Wochen) |

## Jahreshitparaden
| Singles |
| --- |
| 1. Gloria Trevi - Cinco minutos 2. Belanova - Cada que... 3. Ha*Ash - No te quiero nada 4. Julieta Venegas - El presente [Unplugged] 5. Juanes Gotas - De agua dulce 6. Belanova - One, Two, Three Go! (1, 2, 3, GO!) 7. La Factoría con Eddy Lover & Demphra - Perdóname (Si alguna vez) 8. Rihanna - Don’t Stop the Music 9. Alexander Acha - Te amo 10. Luis Fonsi - No me doy por vencido |